# روبرت غودارد (روائي)
روبرت غودارد (بالإنجليزية: Robert Goddard)‏ (13 نوفمبر 1954 في المملكة المتحدة)؛ روائي بريطاني.

## روابط خارجية
- روبرت غودارد على موقع IMDb (الإنجليزية)